# Balenă de Groenlanda
Balena boreală sau balena de Groenlanda (Balaena mysticetus) este o specie din familia Balaenidae⁠(d), în subordinul Mysticeti, genul Balaena⁠(d). 